# More Blues
"More Blues" es la décima canción del álbum de 1969 de Pink Floyd, Music from the Film More. Es un instrumental de blues de 2 minutos y 12 segundos de duración. "More Blues" está acreditada a toda la banda.

## Otras versiones
La banda solía improvisar en vivo ocasionalmente utilizando el esquema del blues de doce compases entre 1970 y 1972; y lo hizo notablemente como bis final en Montreal en 1977 (el último show del tour Animals) con el guitarrista de tour de la banda Snowy White tocando la guitarra solista en lugar de David Gilmour luego de que Gilmour dejara el escenario disgustado.

## Personal
- David Gilmour - guitarra eléctrica
- Roger Waters - bajo
- Nick Mason - batería
- Richard Wright - órgano eléctrico